# NGC 3038
NGC 3038 (również PGC 28376) – galaktyka spiralna (Sb), znajdująca się w gwiazdozbiorze Pompy. Odkrył ją Lewis A. Swift 27 lutego 1886 roku.